# Сержио Консеисао
Сержио Пауло Марсенеиро да Консеисао (порт. Sérgio Paulo Marceneiro da Conceição; Коимбра, 15. новембар 1974) је португалски фудбалски тренер и бивши фудбалер.
Консеисао је између осталих играо за Порто, Лацио, Парму, Интер, Стандард Лијеж и ПАОК. За репрезентацију Португала је од 1996. до 2003. играо 56 пута, а на Европском првенству 2000. године је постигао хет-трик против Немачке.
Од 2012. је фудбалски тренер, самостално је водио Ољаненсе, Академику, Брагу, Виторију Гимараис и Нант, а од лета 2017. је тренер Порта.

## Успеси

### Трофеји (као играч)

#### Леса
- Друга лига Португала (1) : 1994/95.

#### Порто
- Првенство Португала (3) : 1996/97, 1997/98, 2003/04.
- Куп Португала (1) : 1997/98.
- Суперкуп Португала (1) : 1996.

#### Лацио
- Серија А (1) : 1999/00.
- Куп Италије (2) : 1999/00, 2003/04.
- Суперкуп Италије (1) : 1998.
- Куп победника купова (1) : 1998/99.
- Суперкуп Европе (1) : 1999.

#### Репрезентација Португала
- Европско првенство : треће место 2000.
- Европско првенство до 19 година : финале 1992.

#### Индивидуална признања
- Играч године првенства Белгије (1) : 2005.[5]

### Трофеји (као помоћни тренер)

#### Стандард Лијеж
- Куп Белгије (1) : 2010/11.

### Трофеји (као тренер)

#### Порто
- Првенство Португала (3) : 2017/18, 2019/20, 2021/22.
- Куп Португала (4) : 2019/20, 2021/22, 2022/23, 2023/24.
- Лига куп Португала (1) : 2022/23.
- Суперкуп Португала (3) : 2018, 2020, 2022.

#### Милан
- Суперкуп Италије (1) : 2024.

#### Индивидуална признања
- Најбољи тренер првенства Португала (3) : 2017/18, 2019/20, 2021/22.[6]

## Статистика (као тренер)
Последња измена 26. маја 2024.
| Тим               | Од                  | До              | Статистика | Статистика | Статистика | Статистика | Статистика |
| Тим               | Од                  | До              | Утк        | Поб        | Нер        | Пор        | Поб %      |
| ----------------- | ------------------- | --------------- | ---------- | ---------- | ---------- | ---------- | ---------- |
| Ољаненсе          | 2. јануар 2012.     | 7. јануар 2013. | 34         | 10         | 13         | 11         | 29.41      |
| Академика         | 8. април 2013.      | 26. мај 2014.   | 41         | 12         | 14         | 15         | 29.27      |
| Брага             | 26. мај 2014.       | 30. јун 2015.   | 45         | 24         | 10         | 11         | 53.33      |
| Виторија Гимараис | 23. септембар 2015. | 18. мај 2016.   | 31         | 8          | 10         | 13         | 25.81      |
| Нант              | 8. децембар 2016.   | 6. јун 2017.    | 26         | 13         | 5          | 8          | 50.00      |
| Порто             | 8. јун 2017.        | данас           | 379        | 274        | 53         | 52         | 72.30      |
| Укупно            | Укупно              | Укупно          | 556        | 341        | 105        | 110        | 61.33      |